# 高爾 (馬德什省)
高爾是尼泊爾的城鎮，位於該國南部，由馬德什省負責管轄，毗鄰與印度接壤的邊境，面積21.53平方公里，海拔高度79米，2011年人口34,937。
26°45′52″N 85°16′42″E / 26.7644°N 85.2783°E